# Сімейка Крудсів: Нова ера
«Сімейка Крудсів: Нова ера» (англ. The Croods: A New Age) — анімаційний фільм від DreamWorks Animation, який вийшов у 2020 році як продовження мультфільму Сімейка Крудсів.

## Сюжет
Пройшло кілька місяців від подій минулого фільму, і от сімейка Крудсів, що збільшилась на Малого, зустрілася з більш сучасними людьми, які знали Малого ще малям. Що гірше — нові знайомі живуть значно краще і комфортніше за зграю Крудсів. Що ще гірше — у них теж є доросла донька, тож за Малого між сім'ями тепер спалахне конкуренція. 

## Ролі
- Ніколас Кейдж — Груг Круд
- Емма Стоун — Гіп
- Раян Рейнольдс — Малий
- Келлі Марі Тран — Зоряна
- Пітер Дінклейдж — Філ
- Леслі Манн — Гоуп Беттерман
- Кетрін Кінер — Уга
- Кларк Дьюк — Тунк
- Клоріс Лічмен — Грен
- Кріс Сандерс — Белт

Ролі дублювали: Григорій Герман, Ірина Кудашова.